# Talent (sposobnost)
Talènt, dár ali velíki dár je prirojena nadarjenost za določeno umsko ali fizično dejavnost. Na primer talent za glasbo, slikanje, matematiko, šport, šah, itd.
lahko ga podedujemo ali sami razvijemo s pomočjo drugih, ki te spodbujajo k nekem dejanju